# Grammomys aridulus
Grammomys aridulus är en däggdjursart som beskrevs av Thomas och Hinton 1923. Grammomys aridulus ingår i släktet Grammomys och familjen råttdjur. Inga underarter finns listade i Catalogue of Life.
Denna gnagare förekommer i västra Sudan. Den vistas i klippiga områden med träd och buskar. Exemplaren är nattaktiva och klättrar i växtligheten. De har antagligen frukter och andra växtdelar som föda. Grammomys aridulus fortplantar sig under regntiden.
Individerna når i genomsnitt en kroppslängd (huvud och bål) av 114 mm, en svanslängd av 183 mm och en vikt av 43 g. Pälsen på ovansidan har en rödbrun till olivbrun färg. Den blir fram till undersidan krämfärgad. Svansen kan i viss mån användas som gripverktyg. Den är mörk på ovansidan och ljus på undersidan och den har en tofs vid spetsen. Artens öron har en ockrafärg. Hos honor förekommer två spenar på bröstet och fyra vid ljumsken.
Det är inget känt om populationens storlek och möjliga hot. IUCN kategoriserar arten globalt som otillräckligt studerad.